# فیلیپ سولرس
فیلیپ سولرس (فرانسوی: Philippe Sollers‎؛ زادهٔ ۲۸ نوامبر ۱۹۳۶ با نام فیلیپ ژوایو - درگذشته ۵ مه ۲۰۲۳) نویسنده و منتقد اهل فرانسه بود. اگرچه سولرس بیشتر به عنوان رمان‌نویس شناخته می‌شود، اما نوشته‌های انتقادی و تحلیلی او بیشتر مورد توجه قرار می‌گرفتند.
سولرس در طول زندگی خود بیش از هشتاد رمان و جستار و هزاران صفحه نقد ادبی و هنری منتشر کرد. او در بیشتر آثارش، لذت بردن از زندگی و هنر را برجسته می‌کرد و در مقابل از اندوه و سیاهی گریزان بود.

## زندگی و حرفه
فیلیپ سولرس نخستین موفقیت ادبی خود در بیست سالگی تجربه کرد و در سال ۱٩۶۱ برنده جایزۀ ادبی مدیسی شد. او در سال ۱٩۶٠ همراه با ژان-ادرن الیه، مجله ادبی آوانگارد با نام تِل کِل را بنیان گذاشت که تا سال ۱٩٨۲ ادامه داشت. او سپس مجله لافینی را تاسیس کرد. سولرس همواره در پاریس، ونیز یا نیویورک در محافل خواص‌پسند اروپایی و آمریکایی به سر می‌برد و سال‌ها عضو کمیته گزینش و مدیر یکی از مجموعه‌های انتشارات گالیمار بود. رمان‌های سولرس در فرانسه بیشتر مورد پسند خواص است و هیچیک از آثار او موفقیت جهانی به دست نیاوردند. سولرس در سال ۱٩۶۷ با ژولیا کریستوا، فیلسوف و روانکاو مشهور، ازدواج کرد و تا زمان مرگ با او بود.